# Massimo Ongaro
Massimo Ongaro (ou Maxime Ongaro), né le 14 août 1914 à Pocenia et mort le 6 septembre 2012 à Saint-Andiol, est un coureur cycliste italien, en activité de 1935 à 1939.

## Palmarès
- 1935
  - 3e du Circuit du Ventoux
- 1936
  - Circuit du Ventoux
- 1937
  - Boucles de Sospel
  - 2e de Marseille-Nice
- 1939
  - 4e étape du Tour du Sud-Est
  - 2e du Grand Prix cycliste de Mende